# Bhoksing
Bhoksing (nepalski: भोक्सिङ) – gaun wikas samiti w zachodniej części Nepalu w strefie Dhawalagiri w dystrykcie Parbat. Według nepalskiego spisu powszechnego z 2001 roku liczył on 231 gospodarstw domowych i 1201 mieszkańców (626 kobiet i 575 mężczyzn).